# Develi (stad)
Develi is de hoofdstad van het Turkse district Develi in de provincie Kayseri. De stad telt ongeveer 35.000 inwoners.